# Unplugged - The Official Bootleg
Unplugged - The Official Bootleg è il secondo album dal vivo di Paul McCartney, pubblicato nel 1991.

## Origine e storia
Venne pubblicato il 20 maggio 1991 in Inghilterra per la EMI/Parlophone e il 4 giugno 1991 negli Stati Uniti per la Capitol Records. Solo la versione in vinile pubblicata in Inghilterra e in Spagna apparve invece su etichetta Hispavox.
Appena rientrato dal tour mondiale che lo aveva visto protagonista con Tripping the Live Fantastic, McCartney decise di presentare un nuovo show per un pubblico limitato con una esecuzione live esclusivamente su strumenti acustici. McCartney decise di utilizzare gli strumenti senza il supporto di alcun amplificatore, catturando il suono esclusivamente con l'ausilio di microfoni posizionati vicino agli strumenti.
Utilizzando pressoché la stessa identica formazione che lo aveva accompagnato durante il tour mondiale di Tripping the Live Fantastic (con il batterista Blair Cunningham al posto di Chris Whitten), McCartney si concentrò nella scelta dei brani da proporre soprattutto su brani folk/rock degli anni '50, alcuni pezzi minori dei Beatles e lavori tratti dal suo primo album solista. Molti dei brani di questo disco erano già apparsi nell'album Снова в СССР, di cui Unplugged riprende per stile grafico e font la copertina.
Lo spettacolo fu uno dei primi ad essere presentati da MTV nella famosa serie MTV Unplugged. La tracklist dei brani apparsi sulle edizioni in vinile, su CD e su musicassetta non conteneva alcuni brani come Things We Said Today, Midnight Special, Matchbox, Mean Woman Blues e The Fool, apparsi solo nello special televisivo. Tra i circa settanta brani provati ma non registrati apparivano: Mother Nature's Son, Figure Of Eight, Cut Across Shorty, Heartbreak Hotel, Heart of The Country, She's My Baby, Put it there, Michelle, Rocky Raccoon e Mrs. Vanderbilt.

## Tracce
1. Be-Bop-A-Lula – (Gene Vincent/Bill Davis) 4:04
2. I Lost My Little Girl – (Paul McCartney) 1:45
3. Here, There and Everywhere – (John Lennon/Paul McCartney) 3:16
4. Blue Moon of Kentucky – (Bill Monroe) 4:21
5. We Can Work It Out – (John Lennon/Paul McCartney) 2:48
6. San Francisco Bay Blues – (Jesse Fuller) 3:29
7. I've Just Seen a Face – (John Lennon/Paul McCartney) 3:01
8. Every Night – (Paul McCartney) 3:24
9. She's a Woman – (John Lennon/Paul McCartney) 3:39
10. Hi-Heel Sneakers – (Tommy Tucker) 4:08
11. And I Love Her – (John Lennon/Paul McCartney) 4:17
12. That Would Be Something – (Paul McCartney) 4:02
13. Blackbird – (John Lennon/Paul McCartney) 2:09
14. Ain't No Sunshine – (Bill Withers) 4:05
15. Good Rockin' Tonight – (Roy Brown) 3:42
16. Singing the Blues – (Melvin Endsley) 3:46
17. Junk – (Paul McCartney) 2:26

## Formazione
- Paul McCartney - chitarra acustica, batteria, voce
- Linda McCartney - pianoforte, armonium indiano, percussioni, cori
- Hamish Stuart - basso acustico, chitarra acustica, cori
- Robbie McIntosh - chitarra acustica, chitarra resofonica, pianoforte
- Paul "Wix" Wickens - pianoforte, tastiera, fisarmonica, basso acustico, cori
- Blair Cunningham - batteria, percussioni